# Швента
Швента (нем. Schwentoje) — река в России, находится в Калининградской области. Устье реки находится в 19 км по левому берегу Головкинского канала. Длина реки составляет 22 км.

## Данные водного реестра
По данным государственного водного реестра России относится к Балтийскому бассейновому округу, водохозяйственный участок реки — реки бассейна Балтийского моря в Калининградской области без рек Неман и Преголя. Относится к речному бассейну реки Неман и рекам бассейна Балтийского моря (российская часть в Калининградской области).
Код водного объекта в государственном водном реестре — 01010000312104300009841.